# Браїлівка (Кам'янець-Подільський район)

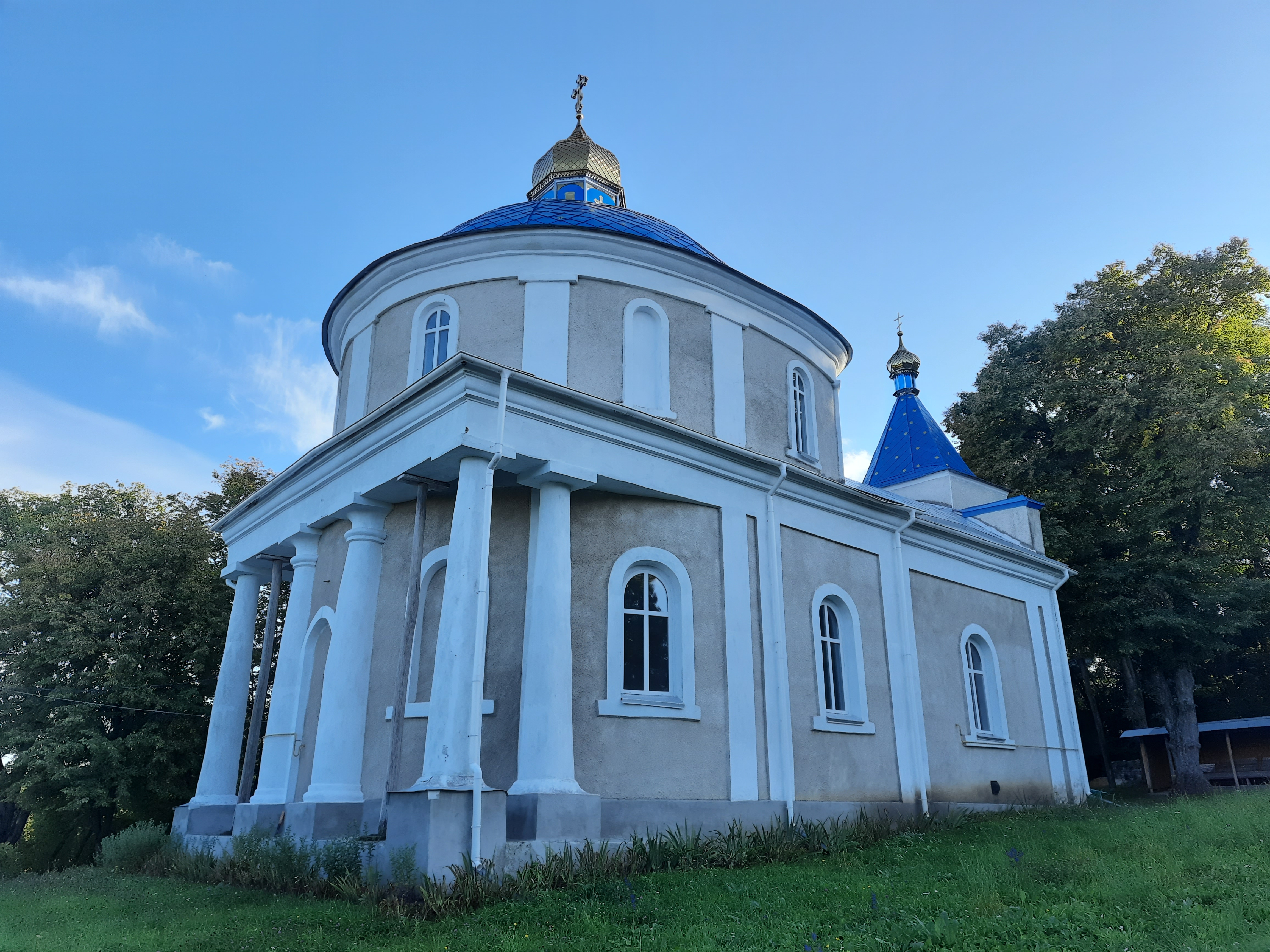
Покровська церква

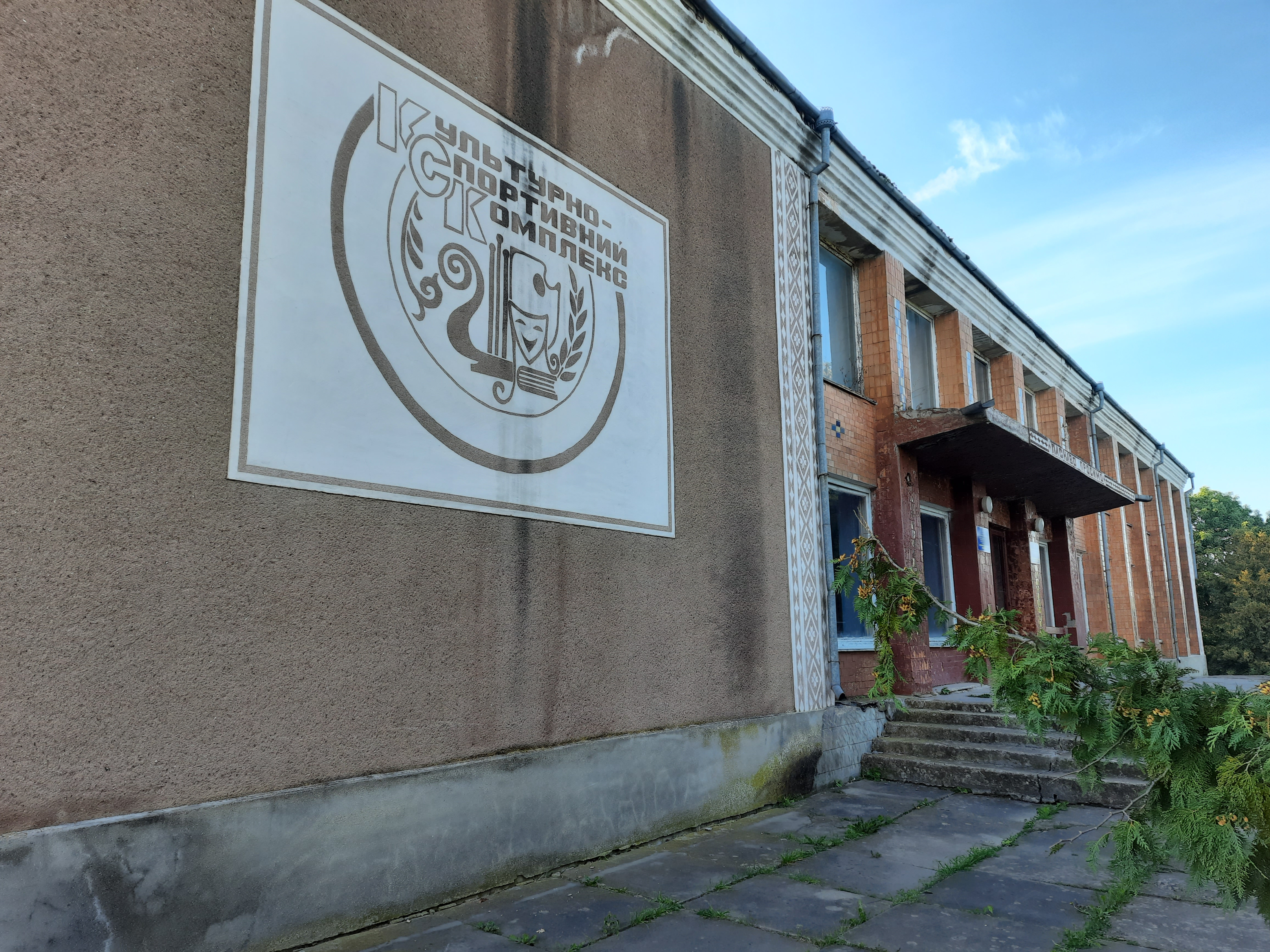
Спортивно-культурний комплекс

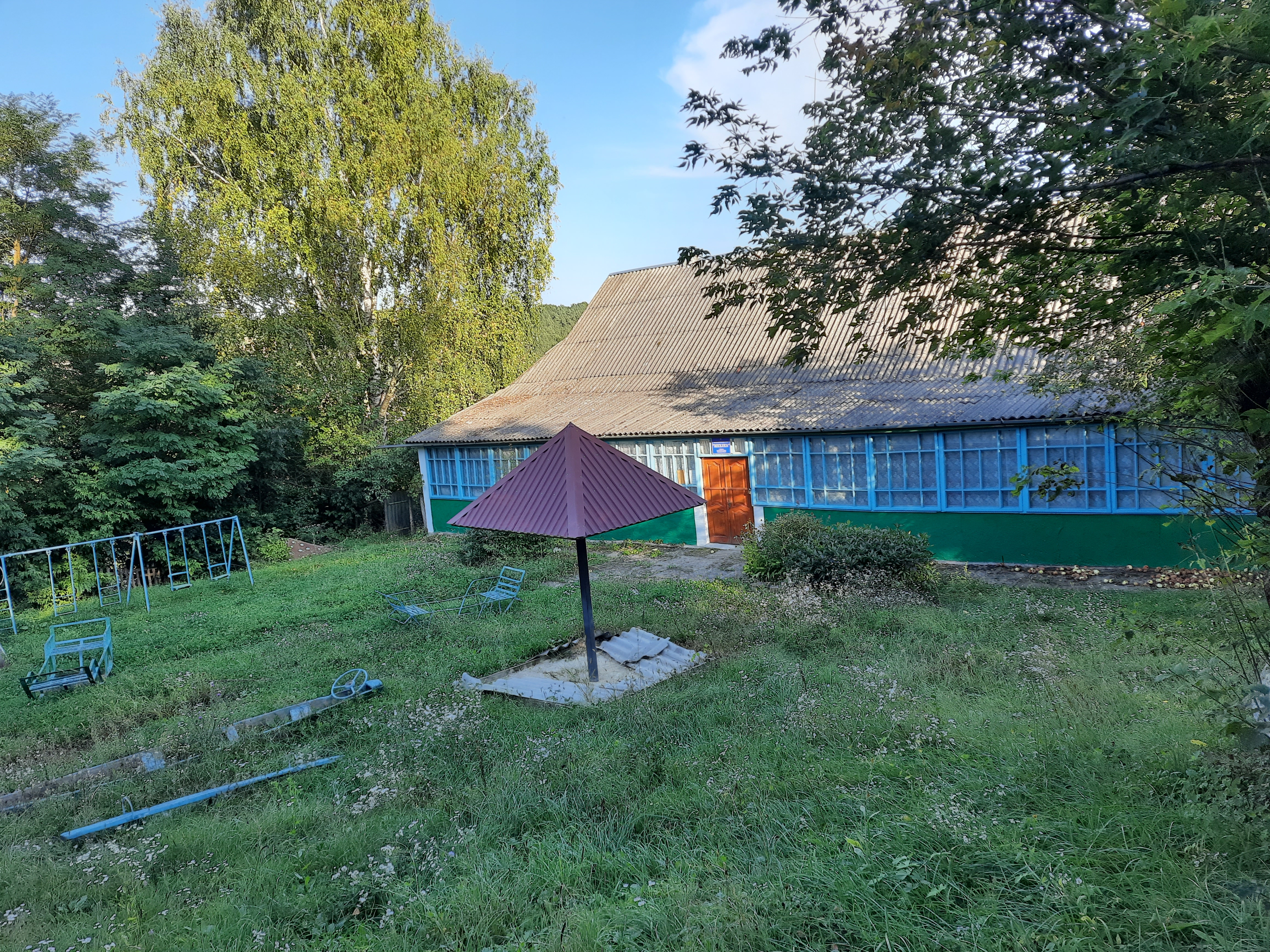
Дитячий садок

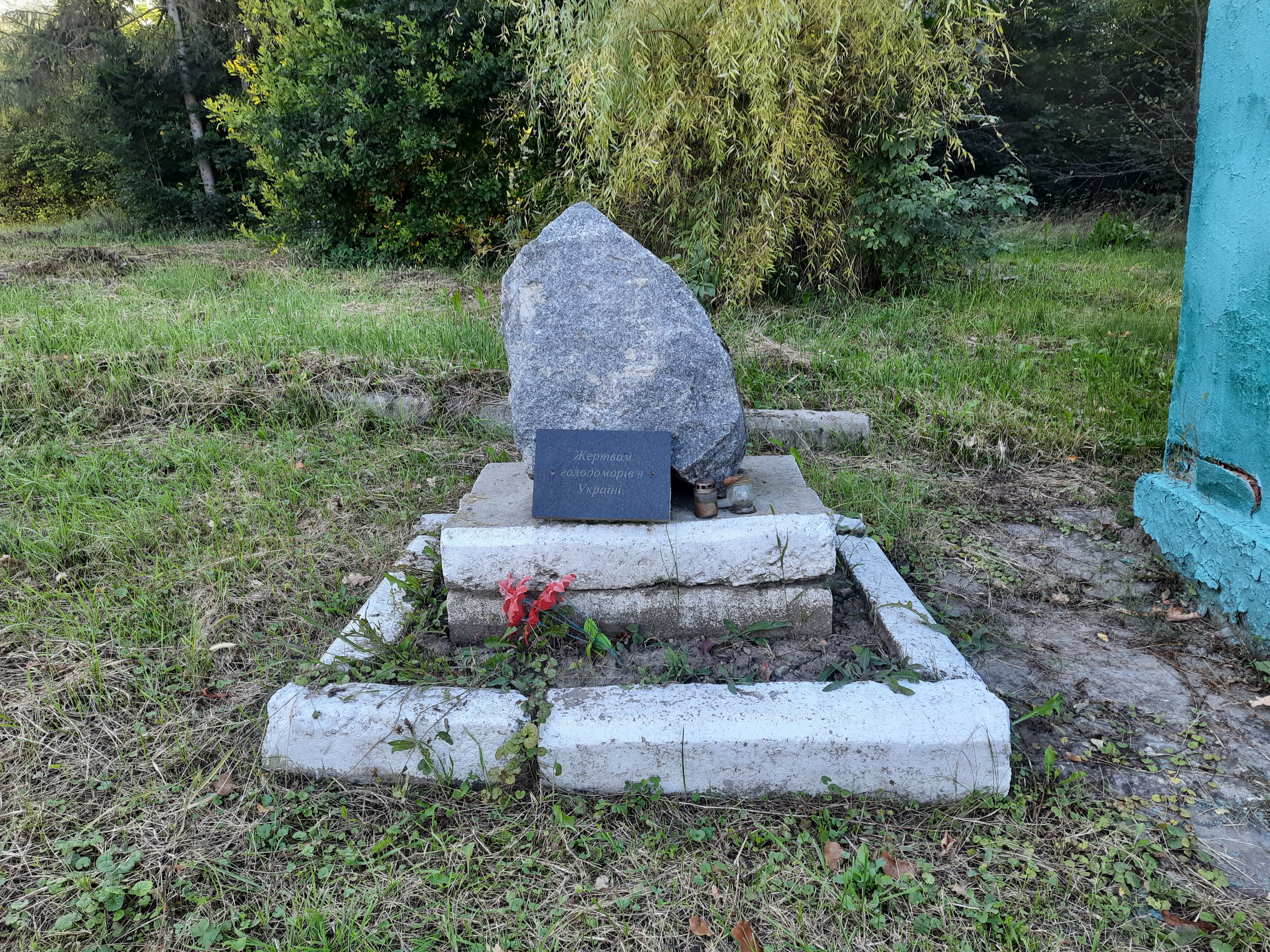
Пам'ятний знак жертвам голодомору

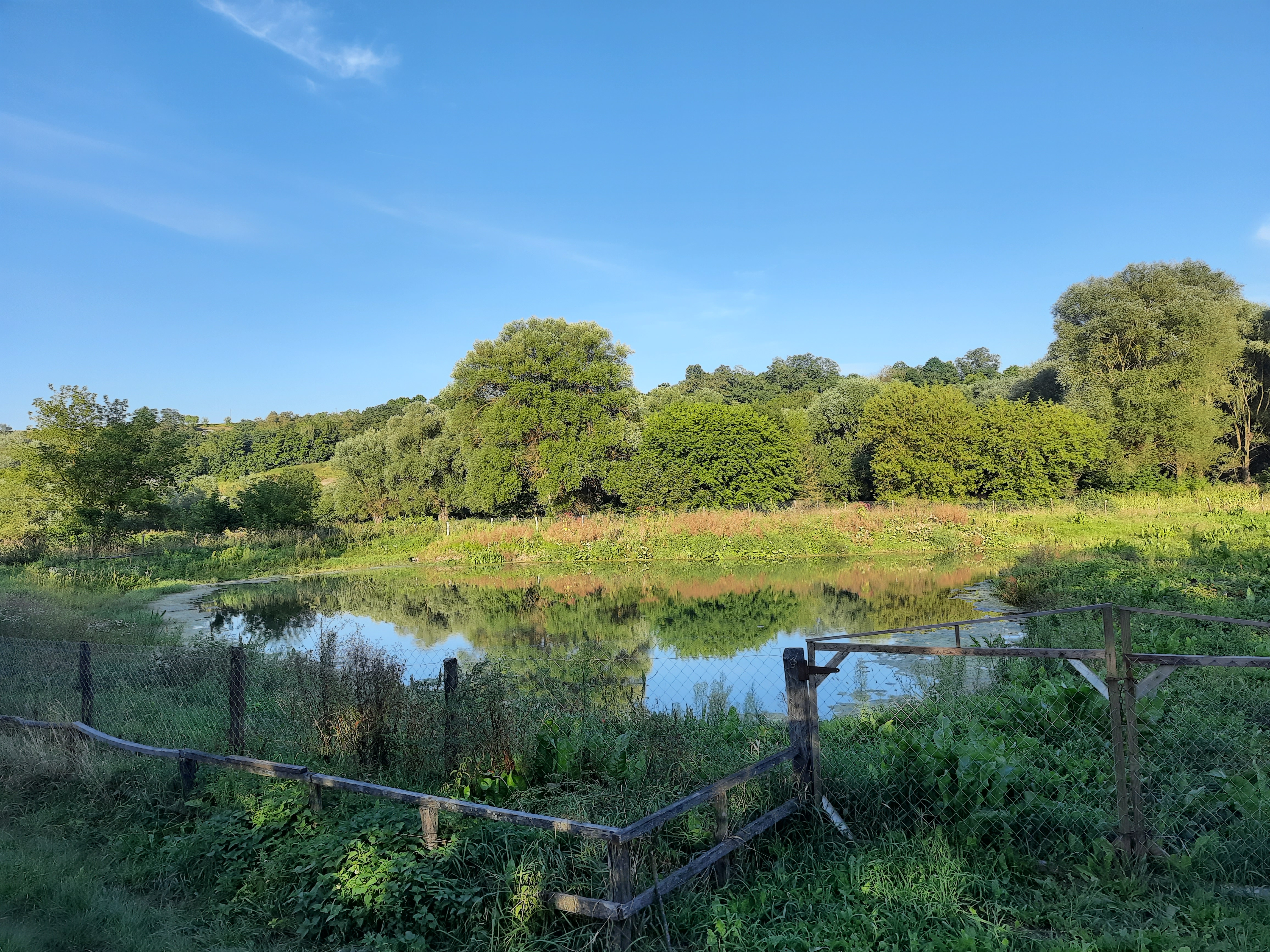
Ставок біля села

Браї́лівка — село в Україні, у Новоушицькій селищній територіальній громаді Кам'янець-Подільського району Хмельницької області.

## Географія
У селі річка Батіг впадає у річку Калюс.

## Символіка

### Герб
На золотистому фоні у центрі щита на трьох пагорбах зображено білу церкву із зеленим контуром. Храм має довголітню історію та її куполи видно з усіх куточків села. З-під пагорба б'є цілюще джерело «Глойова криниця».

### Прапор
Прямокутне полотнище складається з трьох частин. Верхня половина прапора жовтого кольору, середня — зеленого кольору, нижня — білого кольору. Жовтий символізує могутність, багатство та родючість, зелений — три пагорби на яких розташувалось село, білий — місцевий храм, який має довголітню історію.

## Історія виникнення
Згадується з 1629 р. під назвою Йолківська Слобода (Інша назва — Цівковецька Слобідка. Заснував 1629 поблизу села Цівківці Олександр Гумецький. За даними на 1895, такого поселення вже не було.).З 1795 р. зветься Браїлівка. Серед інших назв, що воно носило у різні часи: Чолковецька Слобода, Бродячівка, Бриднівка, Бродилівка. Остання назва походить мабуть, від того, що тут з'явились поселенці з міста Браїлова Вінницького повіту, яке в 1672 році пограбували турки під командуванням Халіль-Паші, а його населення розбіглося в різні кінці краю. Село Браїлівка у давнину ділилось на окремі частини. Вони досі зберігають стару назву: Петрівка, Швайн, Батіг, Крічківка.

## Загальні відомості
За адмін.поділом 16 ст. Кам'янецький повіт 16 ст.
За адмін.поділом 19 ст. Ушицький повіт 19 ст.
За адмін.поділом 20 ст. Новоушицький район
Поселення розташоване на річці Калюс, лівій притоці Дністра. Річка несе свої води у протилежний від усіх інших річок бік Дністра. Дуже лагідна, тиха своєю плинністю, вона починається скромним потічком поблизу села Слобідка-Охрімовецька, що на Віньковеччині. Добирається річка до Дністра відстанню в 64 км і на завершенні Новоушицького району зливається з ним. Лівій бік села огортає розгалужена система балок та ярів. На півночі (1 км) межує з селом Цівківці, на захід від села (2.5 км) розташоване село Іванівка, на півдні (5 км) воно дотичне до районного центру, смт Нової Ушиці.
У Браїлівці працюють початкова загальноосвітня школа І-ІІІ ступенів, бібліотека; жителі задіяні у драматичному гуртку (дорослий, дитячий), вокально-хоровій жіночій та чоловічій групах.

## Часи Голодомору на селі
За даними офіційних джерел (тогочасних ЗАГСів, які хоч і не завжди реєстрували правдиву кількість померлих, саме від голоду, бо було заборонено вказувати, що людина померла голодною смертю) в селі в 1932—1933 роках загинуло близько 13 жителів села. На сьогодні встановлено імена лише 7 осіб. Мартиролог укладений на підставі поіменних списків жертв Голодомору 1932—1933 років, складених Федірківською сільською радою згідно даних місцевого РАГСу (хоча й звіритися з конкретними документальними свідченнями стає майже неможливо, оскільки не всі вони дійшли до наших днів, у силу різних обставин Поіменні списки зберігаються в Державному архіві Хмельницької області.

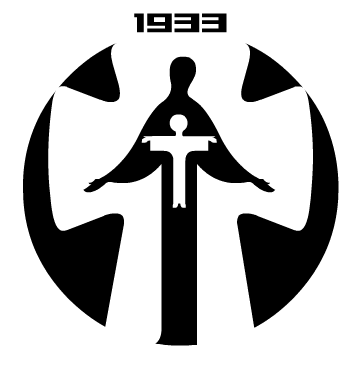
Забирали останню зернину.
Виганяли із хати вночі, —
Як сльозою, садок і хатину
Обливали журбою сичі.
І душа досі ниє і плаче, —
Бо була це і дійсність, і яв...
(Михайло Пронченко)

- Батожна Ольга Максимівна, 28р., укр., одноосібник, 25.04.1933 р.;
- Батожний Іван Оксентійович, 60р., укр., утриманець, 21.06.1933 р.;
- Батожний Омелян Захарович, 50р., укр., одноосібник, 18.02.1933 р.;
- Беленчук Микола Юхимович, 24р., укр., одноосібник, 12.07.1933 р.;
- Біленчук Марія Василівна, 52р., укр., одноосібник, 16.09.1933 р.;
- Біленчук Сергій Дмитрович, 42р., укр., член артілі, 23.01.1933 р.;
- Білогаш Петро Ілліч, 72р., укр., одноосібник, 25.06.1933 р.;
- Білогош Надія Павлівна, новонародж., укр., утриманець, 13.08.1933 р.;
- Войнаренко Єлизавета Стефанівна, 72р., укр., утриманець, 29.03.1933 р.;
- Войнаренко Іван Якович, 48р., укр., член артілі, 28.09.1933 р.;
- Вольська Марія, 68р., укр., утриманець, 23.11.1932 р.;
- Гертковіч Кицько Лузаревич, 70р., евр., утриманець, 04.07.1933 р.;
- Гловацький Іван Григорович, 72р., укр., утриманець, 20.04.1933 р.;
- Годованок Андрій Григорович, 71р., укр., одноосібник, 08.07.1933 р.;
- Головатюк Марія Якубовна, 70р., укр., одноосібник, 09.02.1933 р.;
- Головатюк Петро Данилович, 22р., укр., одноосібник, 09.07.1933 р.;
- Головатюк Семен Панасович, 57р., укр., одноосібник, 18.06.1933 р.;
- Головатюк Сергій Іванович, 56р., укр., одноосібник, 24.06.1933 р.;
- Головатюк Симон Тарасович, 57р., укр., одноосібник, 18.06.1933 р.;
- Дербик Василь Кіндратович, 7р., укр., утриманець, 26.04.1933 р.;
- Дердюк Василь Кифорович, 7р., укр., утриманець, 26.04.1933 р.;
- Зеленчук Микола Юхимович, 1908, 1932 р.;
- Іващук Олександр Федотович, 39р., укр., одноосібник, 24.07.1933 р.;
- Ковалевська Афія Яцентівна, 12р., пол., утриманець, 12.07.1933 р.;
- Коваль Ксенія Максимівна, 78р., укр., одноосібник, 08.05.1933 р.;
- Ковальська Гафія Устинівна, 12р., пол., утриманець, 12.07.1933 р.;
- Коленюк Пантелеймон, 62р., укр., одноосібник, 05.07.1933 р.;
- Колодій Антон Давидович, 61р., укр., одноосібник, 22.07.1933 р.;
- Костюк Григорій Омелянович, 12р., укр., утриманець, 09.09.1933 р.;
- Костюк Пантелеймон Євсейович, 62р., укр., одноосібник, 05.07.1933 р.;
- Кравецький Іван Тимофійович, 52р., укр., одноосібник, 01.12.1933 р.;
- Крайник Докія Давидівна, 59р., укр., одноосібник, 19.07.1933 р.;
- Крайник Євдокія Степанівна, 65р., укр., одноосібник, 26.02.1933 р.;
- Кржевецька Віра Михайлівна, 6р., укр., утриманець, 27.10.1932 р.;
- Кризанюк Григорко Тимофійович, 1871, 1933 р.;
- Крисак Михайло Володимирович, новонародж., укр., утриманець, 18.10.1932 р.;
- Крук Амброзій Андрійович, 52р., укр., одноосібник, 08.08.1933 р.;
- Крук Амброник Хведорів, 52р., укр., одноосібник, 08.08.1933 р.;
- Крук Іван Кирилович, 7р., укр., утриманець, 07.08.1933 р.;
- Крук Олександра Ларіонівна, 19р., укр., одноосібник, 11.10.1933 р.;
- Крук Павло Іванович, 51р., укр., одноосібник, 29.06.1933 р.;
- Крук Совка Степанович, 78р., укр., утриманець, 19.09.1933 р.;
- Купчик Ганна Максимівна, 32р., укр., одноосібник;
- Купчик Максим Захарович, 53р., укр., одноосібник, 01.07.1933 р.;
- Купчик Наталя Максимівна, 55р., укр., одноосібник, 03.08.1933 р.;
- Купчик Степанида Герасимівна, 41р., укр., член артілі, 19.07.1933 р.;
- Кушнір Василь Якович, 8р., укр., утриманець, 27.02.1933 р.;
- Кушнір Надія Максимівна, новонародж., укр., утриманець, 10.02.1932 р.;
- Лисак Оляна Захарівна, 75р., укр., одноосібник, 27.04.1933 р.;
- Ліневський Яків Іванович, 58р., укр., одноосібник, 23.02.1933 р.;
- Лопушанська Надія Олексіївна, новонародж., укр., утриманець, 07.03.1933 р.;
- Лукашук Килина Іванівна, 65р., укр., утриманець, 25.08.1933 р.;
- Лукащук Микола Іванович, 59р., укр., одноосібник, 05.06.1933 р.;
- Маців Венікот Цілістович, 71р., пол., одноосібник, 23.04.1933 р.;
- Мельник Тетяна Олександрівна, 27р., укр., одноосібник, 20.04.1932 р.;
- Михасик Горпина Василівна, 65р., укр., утриманець, 09.08.1933 р.;
- Михасик Терентій Семенович, 70р., укр., утриманець, 24.07.1933 р.;
- Мужило Іван Костянтинович, новонародж., укр., утриманець, 19.02.1933 р.;
- Мужило Олександр Демянович, 70р., укр., член артілі, 13.04.1933 р.;
- Нівенгловська Веліна Вікторівна, 10р., пол., утриманець, 15.07.1933 р.;
- Облядрук Володимир Олексійович, 75р., укр., утриманець, 16.09.1933 р.;
- Облядрук Терентій Демидович, 61р., укр., одноосібник, 05.07.1933 р.;
- П'яцук Катерина Олександрівна, 30р., укр., одноосібник, 07.09.1933 р.;
- Павличок Йосип Карлович, новонародж., укр., утриманець, 24.07.1933 р.;
- Пальчевський Петро Йосипович, 65р., укр., одноосібник, 06.07.1933 р.;
- Пецух Гафія Василівна, 4р., укр., утриманець, 19.02.1932 р.;
- Пецух Давид Дмитрович, 56р., укр., одноосібник, 07.06.1933 р.;
- Пецух Іван Павлович, 56р., укр., одноосібник, 02.07.1933 р.;
- Пецух Катерина Олександрівна, 30р., укр., одноосібник, 07.09.1933 р.;
- Пецух Марфа Данилівна, 67р., укр., одноосібник, 22.06.1933 р.;
- Пецюх Давид Дмитрович, 56р., укр., одноосібник, 07.06.1933 р.;
- Підгорець Горпина Данилівна, 67р., укр., одноосібник, 15.08.1933 р.;
- Піхур Надія Сергіївна, 7р., укр., утриманець, 12.07.1933 р.;
- Полюляк Петро Антонович, 69р., укр., одноосібник, 01.02.1933 р.;
- Попіл Стефан Станіславович, 72р., пол., одноосібник, 02.02.1933 р.;
- Попружна Марія Леонтівна, 21р., укр., утриманець, 27.09.1933 р.;
- Поштовник Тодос Федорович, 58р., укр., одноосібник, 18.06.1933 р.;
- Присяжна Ганна Іванівна, 62р., укр., одноосібник, 01.05.1933 р.;
- Присяжна Докія Іванівна, 54р., укр., одноосібник, 12.12.1933 р.;
- Присяжний Яків Тимофійович, 62р., укр., одноосібник, 05.08.1933 р.;
- Притуляк Іван Іванович, 72р., одноосібник, 07.08.1933 р.;
- Рекрутняк Іван Григорович, 70р., укр., утриманець, 15.05.1933 р.;
- Рогозінська Зіна Михайлівна, новонародж., укр., утриманець, 20.01.1933 р.;
- Сарогон Дементій Іванович, 45р., пол., член артілі, 24.11.1932 р.;
- Слишинська Килина Хомівна, 36р., одноосібник, 11.10.1932 р.;
- Сорока Дарина Степанівна, 65р., укр., утриманець, 25.08.1933 р.;
- Сорока Іван Максимович, 71р., укр., одноосібник, 18.07.1933 р.;
- Соцький Совка Совелів, 95р., укр., утриманець, 26.07.1933 р.;
- Стоколяс Марія Ульянівна, 39р., укр., член артілі, 02.01.1933 р.;
- Трачук Іван Григорович, 10р., укр., утриманець, 14.09.1933 р.;
- Трачук Марфа Леонтіївна, 75р., укр., утриманець, 22.06.193 р.;
- Трачук Олександр Григорович, 4р., укр., утриманець, 11.09.1933 р.;
- Трофанчук Антон Серафимович, 58р., укр., одноосібник, 03.07.1933 р.;
- Трофанчук Василь Олексійович, 4р., укр., утриманець, 19.11.1932 р.;
- Цигельська Ганна Володимирівна, 1р., укр., утриманець, 22.04.1932 р.;
- Цигельська Ганна Хомівна, 60р., укр., одноосібник, 16.10.1932 р.;
- Шевчук Прокіп Гаврилович, 42р., укр., одноосібник, 13.07.1933 р.;

|}
Кількість померлих і їх особисті дані не є остаточними, оскільки не всі дані збереглися і не все заносилося до книг обліку тому є ймовірність, того, що мартиролог Голодомору в селі буде розширений Наразі, згідно попередніх списків уже можна дійти висновків: що серед померлих селян більшість були селянами-односібниками, які не працювали в артілі чи колгоспі, і це є підтвердженням навмисних дій тодішньої влади — на знищення українського незалежного селянства.

## Незалежній Україні
З 1991 року в складі незалежної України.
20 серпня 2015 року шляхом об'єднання сільських рад, село увійшло до складу Новоушицької селищної громади. Об'єднання в громаду має створити умови для формування ефективної і відповідальної місцевої влади, яка зможе забезпечити комфортне та безпечне середовище для проживання людей.
До адміністративної реформи 19 липня 2020 року село належало до Новоушицького району, після увійшло до складу Кам'янець-Подільського району.

## Населення
Згідно з переписом УРСР 1989 року чисельність наявного населення села становила 1147 осіб, з яких 524 чоловіки та 623 жінки.
За переписом населення України 2001 року в селі мешкало 1019 осіб.
Населення становить 938 осіб станом 2012 рік (із 372 дворів).

### Мова
У селі поширені західноподільська говірка та південноподільська говірка, що відносяться до подільського говору, який належить до південно-західного наріччя.
Розподіл населення за рідною мовою за даними перепису 2001 року:
| Мова       | Відсоток |
| ---------- | -------- |
| українська | 99,32 %  |
| російська  | 0,59 %   |
| молдовська | 0,10 %   |

## Визначні пам'ятки природи та архітектури
- Серед природних скарбів села найперше стоїть мінеральне джерело типу «Боржомі». Вода витікає з-під каменя і подається у річку Калюс. Сюди люди приходили і пили воду, у кого були хворі органи травлення. Нині джерело закрите. На його місці діє водокачка, з якої качають воду на ферму і школу. Біля села є ліс Поруби (площа 71 га). В ньому є місцина яку називають «Парне». Колись тут у його воді парили і гнули колеса для возів. Наразі збереглася лише невеличка криничка, яку особливо люблять і шанують люди. А за 5 км на північний схід від с. Браїлівка знаходиться унікальна пам'ятка природи — джерело «Глойова криниця» (Глоїнова). Розмістилось на краю долини, має діаметр 2 м і глибину 0,5 м. А поряд інша, менша криничка. Більша криниця живиться двома джерелами, одне з яких дуже потужне. Вода його дуже чиста, прозора, приємна на смак. Швидкою течією витікає з нього вода в Батіжок (ліва притока р. Калюс). Вода цілюща, а тому зранку до сходу сонця приходять люди попити її і вмитися нею. Інша легенда повідомляє, що в тиху погоду з криниці видно ікону Матері Божої. Згодом це місце стали вважати святим. Неодноразово тут відправляли службу Божу, святили воду, кидали монети. Кажуть, що десь тут заховано скарб. Старожили розказували, що є стара карта, на якій була позначка старого дуба (північ нинішнього лісу Батіг), де виміряна точна відстань до скарбу. Історія «Глойової криниці» тісно пов'язана з стародавнім селом Дедижня (татари його спалили). Легенда говорить, що останні захисники загинули в церкві, яка розташована поблизу джерела. Щоб не здатися ворогам, церква разом з захисниками під землю пішла. Коли прикласти вухо до землі, то можна почути церковні дзвони, які доносяться з глибини.
- Мурована церква Покрови, 1820 р.[12]

Храм засновано у 1740 р.
Церква Покрови збудована у 1740—1748 рр. — дерев'яна. Нова церква збудована у 1820 р. (напис на дверях) на високій горі, через річку від старої церкви — кам'яна. У 1871—1872 рр. розширено вікна. Біля церкви є два кладовища — старе і нове. За часів радянської влади храм неодноразово хотіли знести, але якимось чудом він устояв. За свою історію храм встиг побувати і зерносховищем, і складським приміщенням браїлівського колгоспу.
- Панська резиденція Збудована на високій горі посеред села на місці старої дерев"яної церкви у 1912 році, після того як церкву разом із кладовищем перенесли на нове місце. На щастя вогонь революції не знищив її в 1917-18 рр. Після війни 1941-45рр. і до 1991 р. вона слугувала Браїлівською ЗОШ I—II ступенів. З її стін виходили в світ не лише місцева молодь, але й учні сусідніх сіл — Цівківці, Іванівка. Після відкриття у 1991 р. нової сучасної трьохповерхової школи, стара школа перетворилась у безгосподарське приміщення. Час від часу туди навідуються ті, які багато років тому покинули свою alma mater, а так, у повсякчас вона слугує місцем відпочинку для тих, хто живе поблизу.
- Руїни панської гуральні, спаленої у 1917 році революціонерами
- Урочище Блюд — місце, що було колись поселенням трипільського періоду. Тут неодноразово проводились археологічні розкопки. Навіть сьогодні тут можна знайти безліч артефактів.

## Світлини

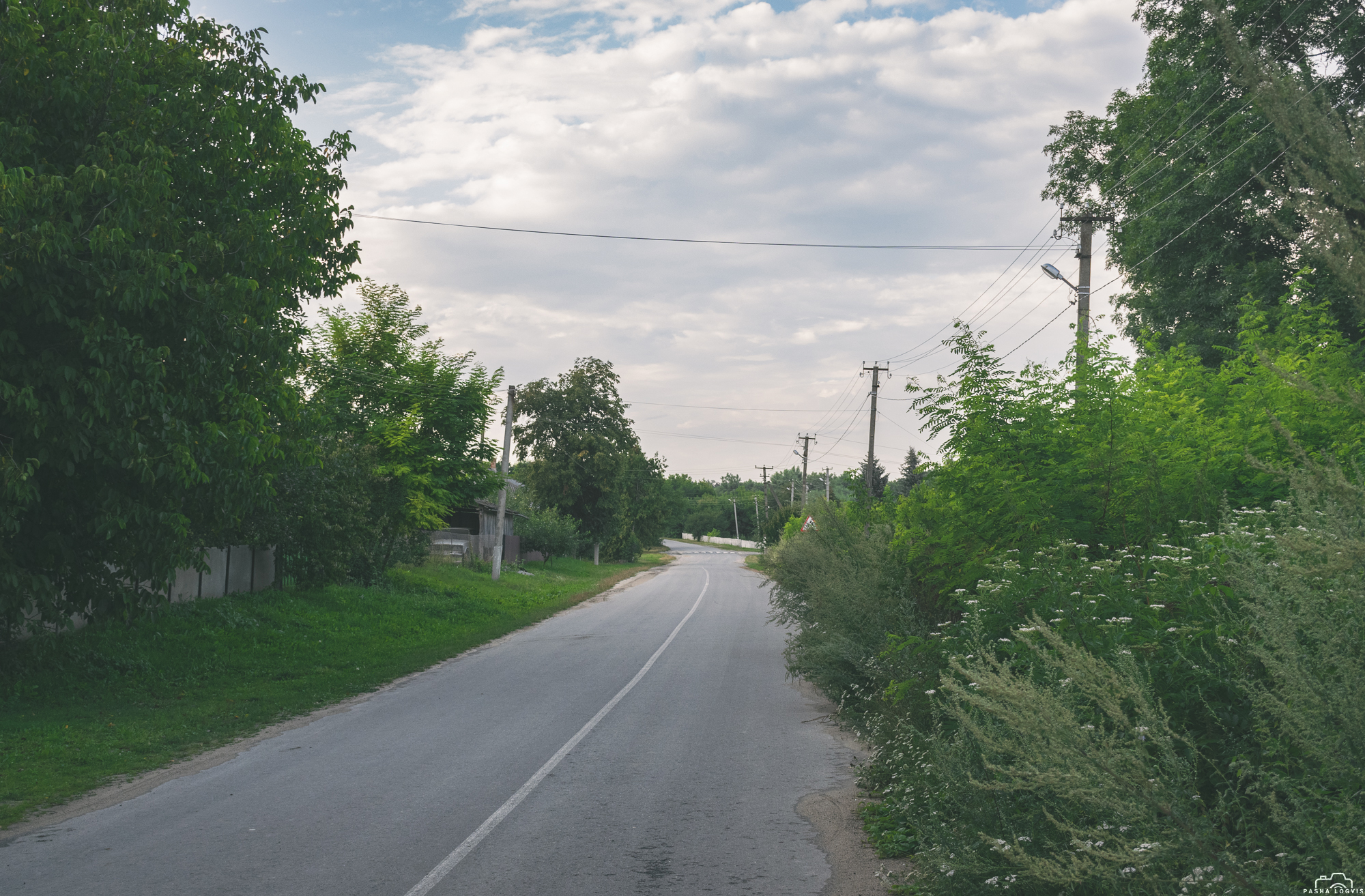
Дорога в селі Браїлівка, Новоушицька громада
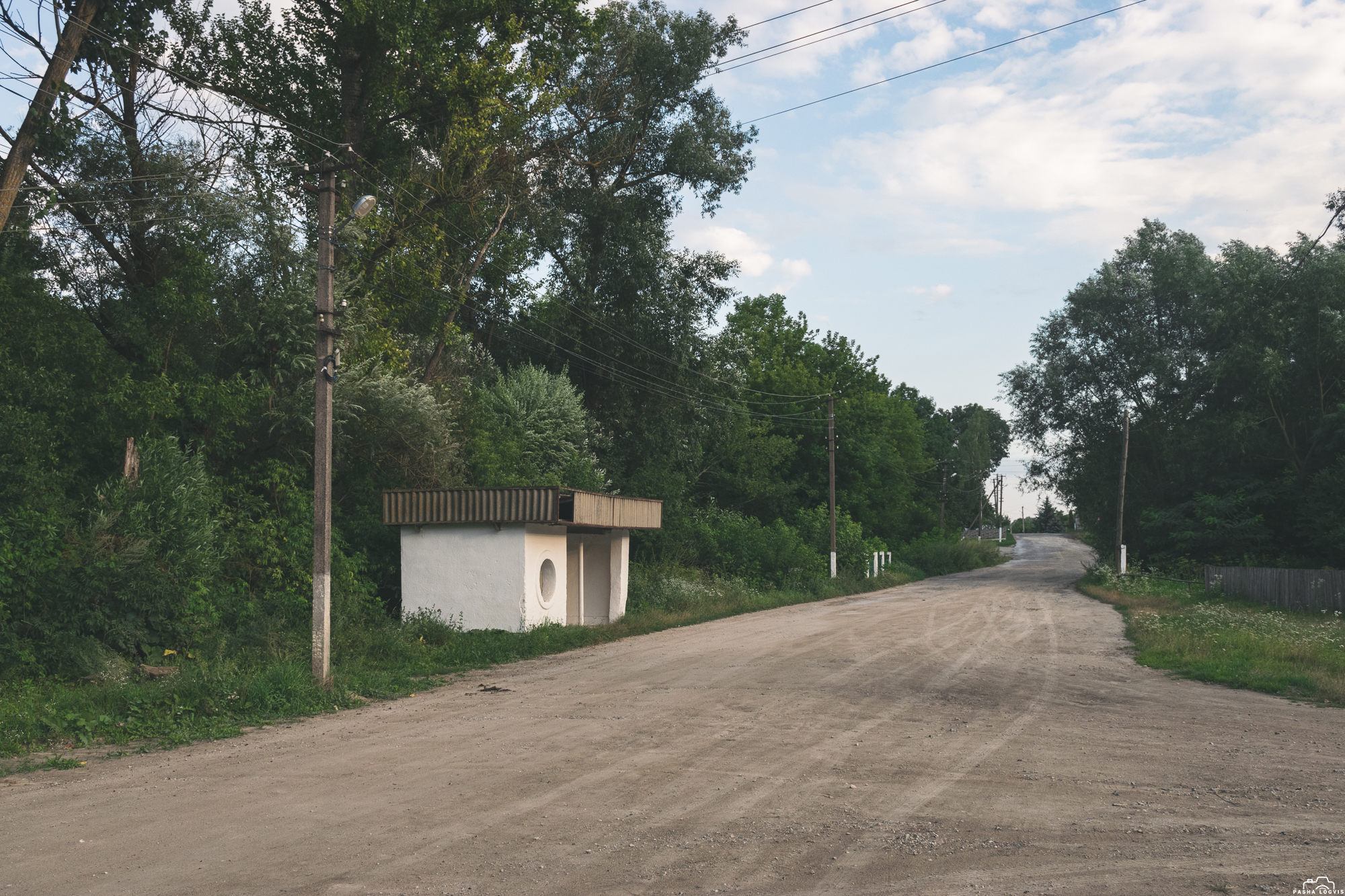
Покинута автобусна зупинка в селі Браїлівка